# Iaeger
Iaeger és una població dels Estats Units a l'estat de Virgínia de l'Oest. Segons el cens del 2000 tenia 358 habitants.

## Demografia
Segons el cens del 2000, Iaeger tenia 358 habitants, 167 habitatges, i 106 famílies. La densitat de població era de 168,6 habitants per km².
Dels 167 habitatges en un 21,6% hi vivien nens de menys de 18 anys, en un 51,5% hi vivien parelles casades, en un 10,8% dones solteres, i en un 36,5% no eren unitats familiars. En el 34,7% dels habitatges hi vivien persones soles el 19,2% de les quals corresponia a persones de 65 anys o més que vivien soles. El nombre mitjà de persones vivint en cada habitatge era de 2,14 i el nombre mitjà de persones que vivien en cada família era de 2,75.
Per edats la població es repartia de la següent manera: un 17,9% tenia menys de 18 anys, un 6,1% entre 18 i 24, un 27,9% entre 25 i 44, un 29,6% de 45 a 60 i un 18,4% 65 anys o més.
L'edat mediana era de 44 anys. Per cada 100 dones de 18 o més anys hi havia 83,8 homes.
La renda mediana per habitatge era de 14.886 $ i la renda mediana per família de 21.250 $. Els homes tenien una renda mediana de 23.750 $ mentre que les dones 35.000 $. La renda per capita de la població era de 17.263 $. Entorn del 29% de les famílies i el 32,8% de la població estaven per davall del llindar de pobresa.

## Poblacions més properes
El següent diagrama mostra les poblacions més properes.